# Joe Kovacs
Pour les articles homonymes, voir Kovacs.
Joseph Mathias Kovacs dit Joe Kovacs (né le 28 juin 1989 à Nazareth en Pennsylvanie) est un athlète américain, spécialiste du lancer du poids, champion du monde en 2015 à Pékin et en 2019 à Doha. Il remporte également deux médailles d'argent olympiques à Rio de Janeiro en 2016 et à Tokyo en 2021.

## Biographie
Il se révèle en 2012 lors du Meeting Areva en prenant la deuxième place du concours du lancer du poids derrière le Canadien Dylan Armstrong.
En avril 2014, à Chula Vista en Californie, Joe Kovacs porte son record personnel en plein air à 21,47 m. Fin juin, à Sacramento, il remporte son premier titre de champion des États-Unis en dépassant pour la première fois la limite des 22 mètres avec 22,03 m. Il remporte le meeting des Bislett Games et se classe troisième du classement général de la Ligue de diamant 2014.
Le 7 septembre 2022 à Zurich, il bat son record personnel avec un jet de 23,23 m.

### 2015: premier titre mondial et victoire en Ligue de diamant
En avril 2015, à Los Angeles, il porte son record personnel à 22,35 m et réalise la meilleure marque au lancer du poids depuis 2010 et les 22,41 m de son compatriote Christian Cantwell. Vainqueur de son second titre consécutif aux championnats des États-Unis 2015 avec 21,84 m, il établit la marque de 22,56 m lors du meeting Herculis de Monaco, signant le meilleur jet enregistré depuis la saison 2003.
Aux championnats du monde 2015 de Pékin, il est sacré champion du monde du lancer de poids avec un jet à 21,93 m, devançant sur le podium l'Allemand David Storl et le Jamaïcain O'Dayne Richards. Le 11 septembre, il remporte la Ligue de diamant après sa troisième place au meeting de Bruxelles derrière O'Dayne Richards et Tom Walsh.

### 2016-2017: Médailles d'argent aux JO de Rio et aux Mondiaux de Londres

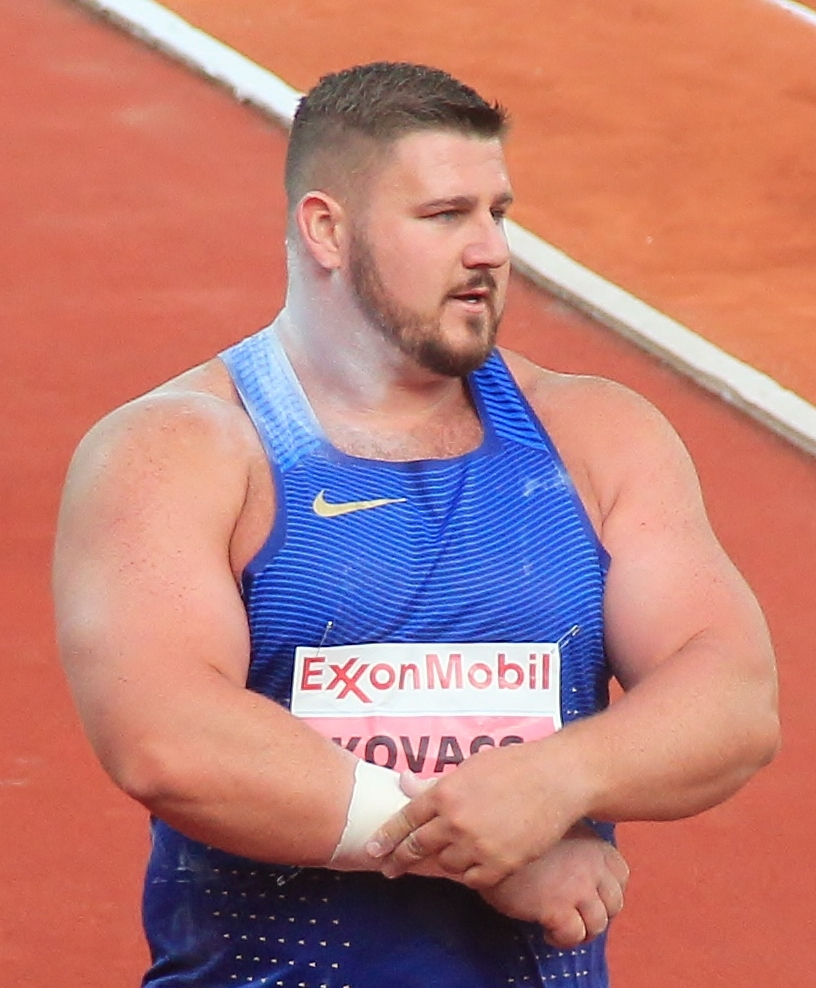
Joe Kovacs en 2016.

Lors des sélections olympiques américaines 2016, il est battu par Ryan Crouser (22,11 m), malgré un jet à 21,95 m, puis remporte la médaille d'argent derrière celui-ci lors des Jeux olympiques de Rio avec 21,78 m, contre 22,53 (record olympique) pour Crouser.
Le 18 mai 2017, Kovacs bat son record personnel d'un centimètre, réalisant 22,57 m, soit le lancer le plus loin depuis 2003. Le 6 août 2017, il ne conserve pas son titre mondial aux Mondiaux de Londres, décrochant l'argent avec un jet à 21,66 m derrière le Néo-zélandais Tomas Walsh (22,03 m).

### 2019: Deuxième titre mondial et 3e meilleur performeur de l'Histoire
Le 5 octobre 2019 aux Mondiaux de Doha, il est sacré champion du monde pour la deuxième fois de sa carrière au lancer du poids au terme d'un concours historique. Avec comme meilleure marque 21,95 m, il est seulement 4e du concours avant son sixième et dernier essai où il réalise 22,91 m, nouveau record des Championnats du monde et 4e meilleure performance de l'Histoire. Avec ce jet, il bat son compatriote Ryan Crouser et le Néo-zélandais Tomas Walsh d'un centimètre, et devient le 3e performeur de tous les temps, à égalité avec l'Italien Alessandro Andrei.

### 2021: deuxième médaille d'argent olympique à Tokyo
Deuxième des sélections olympiques américaines à Eugene en juin 2021 avec 22,34 m, Joe Kovacs obtient son billet pour ses deuxièmes Jeux Olympiques. A Tokyo, l'Américain empoche comme à Rio la médaille d'argent avec un lancer à 22,65 m, encore une fois derrière Ryan Crouser qui bat le record olympique avec 23,30 m.
Lors des championnats du monde d'athlétisme 2022, il s'adjuge la médaille d'argent avec 22,89 m, devancé de 5 cm par Ryan Crouser. Lors du Meeting de Zurich de 2022, il remporte le concours en améliorant son record personnel avec une performance de 23,23 m, devenant le deuxième performeur de tous les temps derrière Crouser.

## Palmarès

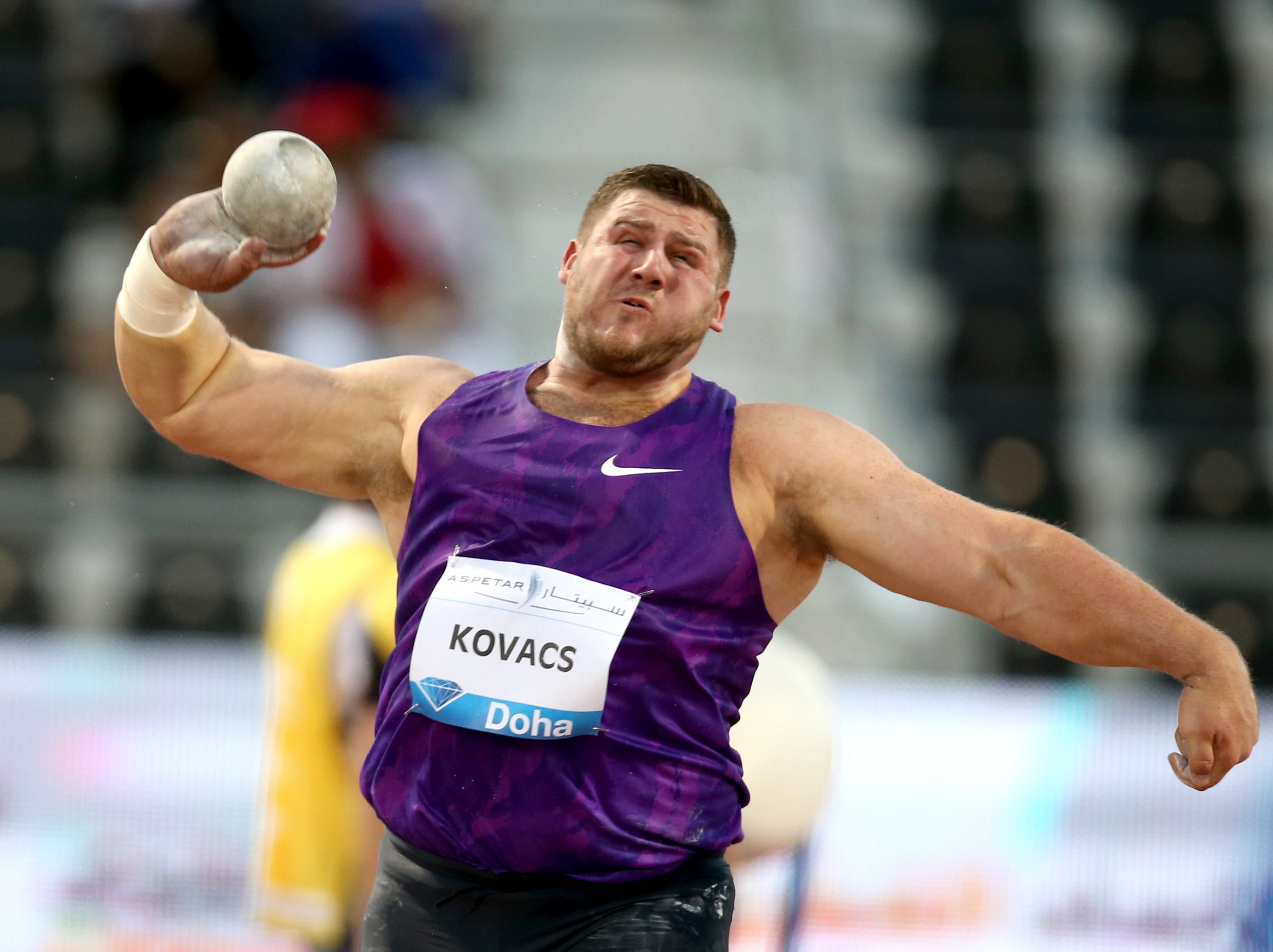
Joe Kovacs en 2015.

### International
| Date | Compétition           | Lieu             | Résultat | Marque  |
| ---- | --------------------- | ---------------- | -------- | ------- |
| 2014 | Ligue de diamant      | Ligue de diamant | 3e       | détails |
| 2015 | Championnats du monde | Pékin            | 1er      | 21,93 m |
| 2015 | Ligue de diamant      | Ligue de diamant | 1er      | détails |
| 2016 | Jeux olympiques       | Rio de Janeiro   | 2e       | 21,78 m |
| 2016 | Ligue de diamant      | Ligue de diamant | 2e       | détails |
| 2017 | Championnats du monde | Londres          | 2e       | 21,66 m |
| 2017 | Ligue de diamant      | Ligue de diamant | 3e       | 21,62 m |
| 2019 | Championnats du monde | Doha             | 1er      | 22,91 m |
| 2021 | Jeux olympiques       | Tokyo            | 2e       | 22,65 m |
| 2022 | Championnats du monde | Eugene           | 2e       | 22,89 m |
| 2022 | Ligue de diamant      | Ligue de diamant | 1er      | 23,23 m |
| 2023 | Championnats du monde | Budapest         | 3e       | 22,12 m |
| 2023 | Ligue de diamant      | Ligue de diamant | 1er      | 22,93 m |
| 2024 | Jeux olympiques       | Paris            | 2e       | 22,15 m |

### National
- Championnats des États-Unis :
  - vainqueur du lancer du poids en 2014 et 2015

## Records
| Épreuve         | Épreuve   | Marque  | Lieu        | Date             |
| --------------- | --------- | ------- | ----------- | ---------------- |
| Lancer du poids | Plein air | 23,23 m | Zurich      | 7 septembre 2022 |
| Lancer du poids | Salle     | 21,46 m | Albuquerque | 23 février 2014  |